# شريحة من الحياة

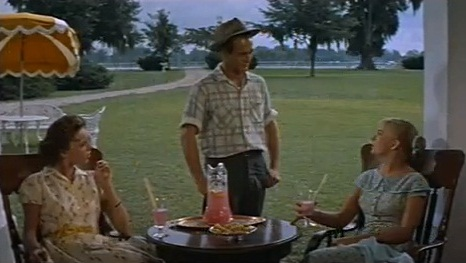

شريحة من الحياة هي وصف وتصوير التجارب الدنيوية في الفن والمسرح، تشير شريحة الحياة إلى الطبيعة وبينما في اللغة الأدبية تكون تقنية سردية يتم فيها عرض تسلسل تعسفي ظاهر للأحداث في حياة الشخصية وغالبًا ما يفتقر إلى تطوير المؤامرة والصراع والعرض وكذلك غالبًا ما يكون لها نهاية مفتوحة

## في المسرح
في اللغة المسرحية يشير مصطلح شريحة الحياة إلى تمثيل طبيعي للحياة الحقيقية ويستخدم أحيانًا كصفة كما هو الحال في مسرحية مع حوار شريحة الحياة، نشأ المصطلح بين عامي 1890 و1895 كترجمة إفتراضية من العبارة الفرنسية tranche de vie والفضل يعود إلى الكاتب المسرحي الفرنسي جان جوليان (1854-1919)
قدم جوليان المصطلح بعد فترة ليست طويلة من انطلاق مسرحيته The Serenade كما دوان «واين س تيرني» في مقالته ملاحظات عن الطبيعة في المسرح

## في الأدب
في اللغة الأدبية يشير مصطلح شريحة الحياة إلى تقنية رواية القصص التي تقدم عينة اعتباطية على ما يبدو من حياة الشخصية والتي غالبًا ما تفتقر إلى حبكة أو صراع أو نهاية متماسكة وقد لا يكون للقصة تقدمًا كبيرًا في الحبكة ولا تحتوي غالبًا على عرض سردي أو صراع أو زخرفة بل يكون لها نهاية مفتوحة إن العمل الذي يركز على الاستنساخ الدقيق والصادق لجزء من الواقع بدون اختيار أو تنظيم أو حكم وأن كل التفاصيل الصغيرة يتم تقديمها بإخلاص علمي هو مثال لرواية شريحة الحياة ويتجلى ذلك في حالة رواية الكاتب غي دو موباسان «حياة المرأة» التي تروي قصة امرأة حولت حب زوجها غير المحب إلى حب بواسطة علم الأمراض لإبنها
في الولايات المتحدة تم التركيز بشكل خاص على قصص شريحة الحياة من قبل مدرسة شيكاغو في نهاية القرن التاسع عشر وهي الفترة التي أصبحت فيها الرواية والعلوم الاجتماعية أنظمة مختلفة للخطاب وأنتجت هذه النصوص الأدبية من قبل المؤلفين الباحثين التي تم كتابتها لتمثيل قصص الموضوع والواقعية الاجتماعية الخالية من المشاعر باستخدام لغة الناس العاديين شكلت جزءًا من الطبيعة في أواخر القرن التاسع عشر وأوائل القرن العشرين في الأدب مستوحاة من تكييف مبادئ وأساليب العلوم الاجتماعية مثل النظرة الداروينية للطبيعة كانت الحركة امتدادًا للواقعية حيث قدمت تمثيلًا أمينًا للواقع بدون حكم أخلاقي استخدمه بعض المؤلفين وخاصة الكتاب المسرحيين من خلال التركيز على نقاط الضعف في الحياة لفضح العلل الاجتماعية والرموز الاجتماعية القمعية بهدف صدمة الجمهور بحيث يطالبون بالإصلاح الاجتماعي
== في الرسوم المتحركة اليابانية والهزلية == هو تصنيف من الأنمي : [رسوم يابانية] و غالبا ما يكون التصنيف يتحدث عن الحياة الطبيعية للأشخاص و نادرا ما يحتوي على الخيال و القوى الخارقة